# 穆雷·瑞安
威廉·「穆雷」·瑞安（英語：William "Murray" Ryan；1922年7月22日—2017年1月7日），是美國的共和黨政治人物，前新墨西哥州众议院議員。

## 生平
瑞安於新墨西哥州聖塔克拉拉出生，後進入西新墨西哥大學就讀，1945年在西点军校畢業，並在美国陆军服役至1949年。
他是一個酒廠商人，在家營運釀酒業，也在當地的學校董事會工作。1969年起，瑞安以共和黨黨籍當選為新墨西哥州众议院第三十八選區代表議員，直到1999年卸任。